# St Columba of Iona Roman Catholic Church

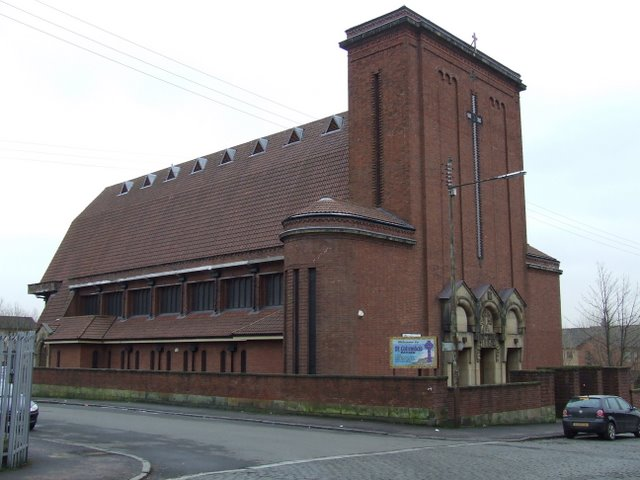
St Columba of Iona Roman Catholic Church

Die St Columba of Iona Roman Catholic Church ist ein katholisches Kirchengebäude in der schottischen Stadt Glasgow. 1992 wurde das Bauwerk in die schottischen Denkmallisten in der höchsten Denkmalkategorie A aufgenommen.

## Geschichte
Das Gebäude wurde 1939 fertiggestellt. Für den Entwurf zeichnet das Architekturbüro Gillespie, Kidd & Coia verantwortlich. Die Gesamtkosten beliefen sich auf 30.000 £. Hugh Adam Crawford schuf die Gemälde der Kreuzwegstationen, während Benno Schotz das Altarretabel gestaltete.

## Beschreibung
Die St Columba of Iona Roman Catholic Church steht an der Einmündung der Callander Street in die Hopehill Road im Glasgower Norden. Das Gebäude ist in einer modernen Interpretation der Romanik ausgestaltet. Die Hauptfassade ist als wuchtiger Westbau mit seitlich austretenden abgerundeten Wülsten gestaltet, in denen eine Taufkapelle sowie ein Treppenhaus untergebracht sind. Am Fuß des stumpfen Turms befinden sich drei Eingangsportale mit verdachenden Giebeln. Der zentrale der darunter angedeuteten Rundbögen ist mit skulpturiertem Fries und Engelsreliefen ornamentiert. Darüber bildet eine durchgehende Fensterfläche ein Kreuz. Die Seitenschiffe sind mit schmalen, länglichen Fenstern gestaltet.